# Office of Strategic Services
La Oficina de Servicios Estratégicos (del inglés: Office of Strategic Services, o por sus siglas, OSS) fue el servicio de inteligencia de Estados Unidos durante la Segunda Guerra Mundial. La OSS fue creada como una agencia del Estado Mayor Conjunto que se encargaba de coordinar las actividades de espionaje tras las líneas enemigas para todas las ramas de las Fuerzas Armadas de Estados Unidos. Otras de las funciones encomendadas a la OSS eran el uso de propaganda, subversión y planificación de posguerra. 
La OSS fue disuelta un mes después del final de la guerra. Las funciones de inteligencia se reanudaron poco después y las llevaron a cabo sus sucesores, entre ellas estaban la Oficina de Investigación e Inteligencia del Departamento de Estado y la independiente Agencia Central de Inteligencia.
El 14 de diciembre de 2016 la organización fue galardonada con la Medalla de Oro del Congreso.

## Origen
Antes de la creación de la OSS los diversos departamentos del poder ejecutivo: los Departamentos de Estado, del Tesoro, de la Marina y el Departamento de Guerra, realizaban actividades de inteligencia de manera puntual, sin dirección, coordinación o control general. El Ejército y la Marina de Estados Unidos tenían departamentos separados de descifrado de códigos: el Servicio de Inteligencia de Señales y la OP-20-G. (Una operación anterior de descifrado de códigos del Departamento de Estado, el MI-8, dirigida por Herbert Yardley, había sido clausurada en 1929 por el Secretario de Estado, Henry Stimson, considerándola una función inapropiada para el brazo diplomático, porque "los caballeros no leen el correo de los demás"). El FBI era responsable de la seguridad interna y de las operaciones anti-espionaje.
El presidente Franklin Delano Roosevelt estaba preocupado por las deficiencias de la inteligencia norteamericana. Por sugerencia de William Stephenson, un destacado oficial de inteligencia Británico del hemisferio occidental, Roosevelt solicitó a William J. Donovan que redactara un plan para la creación de una agencia de inteligencia basándose en el Ejecutivo de Operaciones Especiales y el Servicio Secreto de Inteligencia (MI6) Británico. Donovan concibió una sola agencia responsable de la inteligencia extranjera y de las operaciones especiales e integrada por comandos, campañas de desinformación, actividades partidistas y de guerrilla. Al poco de presentar su trabajo "Memorándum de Establecimiento del Servicio de Información Estratégica", fue designado como "Coordinador de Información" el 11 de julio de 1941, y estuvo al frente de la nueva organización conocida como la oficina del Coordinador de Información (office of the Coordinator of Information (COI).

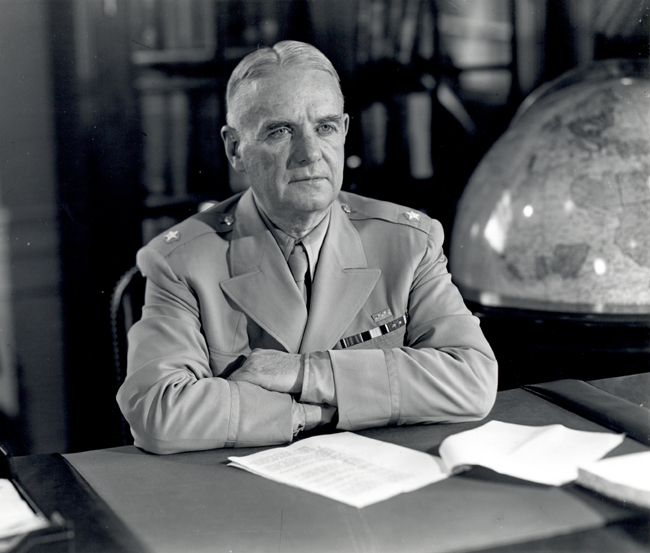
William J. Donovan.

A partir de entonces la organización se desarrolló con ayuda Británica. Donovan tenía responsabilidades, pero no poderes reales, y las agencias norteamericanas existentes se mostraban escépticas, por no decir hostiles. Hasta algunos meses después de Pearl Harbor la mayor parte de la inteligencia de la OSS provenía del Reino Unido. La Coordinación de Seguridad Británica (BSC por sus siglas en inglés) instruyó a los primeros agentes de la OSS en Canadá, hasta la fecha en que se crearon centros de entrenamiento en Estados Unidos bajo orientación de los instructores pertenecientes a la BSC, que también proporcionaron información sobre cómo se organizaba y administraba el Ejecutivo de Operaciones Especiales. Los Británicos inmediatamente pusieron a disposición sus capacidades de radiodifusión en onda corta a Europa, África y el Lejano Oriente, y suministraron igualmente equipamiento para los agentes de la OSS hasta que se acrecentó la manufactura en Estados Unidos.
La Oficina de Servicios Estratégicos fue creada por una orden militar presidencial, emitida por el presidente Franklin Delano Roosevelt el 13 de junio de 1942, con el objetivo de recopilar y analizar información estratégica requerida por el Estado Mayor Conjunto y para realizar operaciones especiales no asignadas a otras agencias. Durante la guerra la OSS proporcionó a los políticos hechos y estimaciones, pero nunca tuvo jurisdicción sobre todas las actividades de inteligencia extranjera. El FBI quedó a cargo del trabajo de inteligencia en América Latina, y el Ejército y la Armada continuaron desarrollando y confiando en sus propias fuentes de inteligencia.

## Actividades

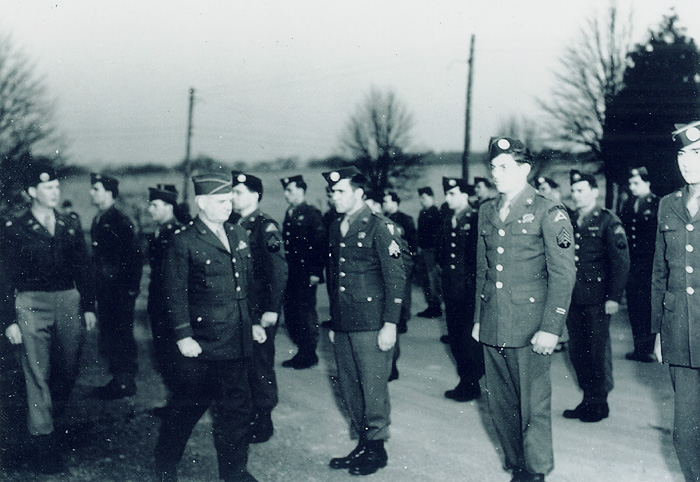
El General William J. Donovan evalúa a los miembros del Grupo Operacional en Bethesda (Maryland), antes de su partida hacia China en 1945.

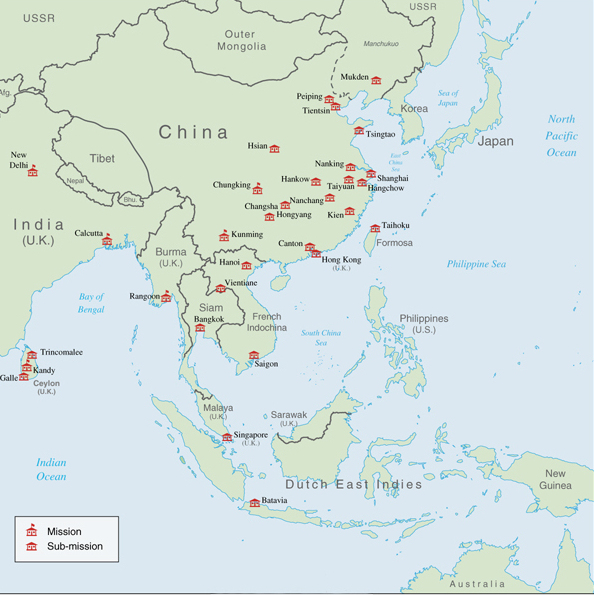
Misiones y bases de la OSS en el este de Asia.

La Oficina de Servicios Estratégicos resultó especialmente útil a la hora de ofrecer una visión general mundial del esfuerzo de guerra alemán, así como de sus fortalezas y debilidades. En operaciones directas tuvo especial éxito al apoyar la Operación Antorcha en el Norte del África Francés en 1942, donde identificaron a posibles partidarios pro-aliados y localizaron los lugares de aterrizaje. Las operaciones efectuadas por la Oficina de Servicios Estratégicos en países neutrales, especialmente en Estocolmo y en Suecia, proporcionaron información detallada sobre la tecnología avanzada utilizada por los alemanes. La estación de Madrid estableció redes de agentes en Francia que apoyaron la invasión de los aliados en el sur de Francia en 1944. Las más famosas fueron las operaciones en Suiza dirigidas por Allen Dulles, que ofrecieron amplia información sobre la fuerza alemana, las defensas aéreas, la producción de submarinos y las armas V-1 y V-2. La OSS también identificó algunas de las actividades secretas de los alemanes en técnicas de guerra química y biológica. La estación de Suiza también dio soporte a los combatientes de la resistencia establecidos en Francia, Austria e Italia, y fueron un buen punto de apoyo para la rendición de las fuerzas alemanas en Italia durante 1945.
Durante la Segunda Guerra Mundial la Oficina de Servicios Estratégicos realizó múltiples actividades y misiones, entre ellas estaban la recopilación de inteligencia mediante operaciones de espionaje, la realización de actos de sabotaje, libraban guerras de propaganda, organizaron y coordinaron a grupos de resistencia antinazis en Europa, así mismo ofrecieron entrenamiento militar a los movimientos guerrilleros antijaponeses en Asia, entre otras cosas. En el apogeo de su influencia durante la Segunda Guerra Mundial la OSS tuvo en servicio a casi 24.000 personas.
De 1943 a 1945 la OSS desempeñó un papel clave en el entrenamiento de las tropas del Kuomintang en China y Birmana, y reclutó a Kachines y a otras fuerzas irregulares indígenas para que realizaran sabotajes, así como guías para las fuerzas aliadas de Birmania que estaban luchando contra el Ejército Japonés.